# Steven A. Cohen
Steven A. Cohen (Great Neck, 11 de junio de 1956) es un inversionista estadounidense, administrador de fondos de cobertura y filántropo. Es el fundador de la desaparecida S.A.C. Capital Advisors y de Point72 Asset Management, ambos con sede en Stamford (Connecticut). 
Además, Cohen posee el 7% del motor de búsqueda Baidu y posee el 5% de la firma de diseño de memorias ram OCZ Technology. Cohen es uno de los dueños minoritarios de los Mets de Nueva York con una participación del 4% en el equipo de béisbol. The Wall Street Journal apodó a Cohen "el Rey de los fondos de cobertura" en un artículo del 2006. La revista Time lo colocó en el puesto 94 en su lista anual Time 100 de las personas más influyentes de 2007. La revista Bloomberg Markets lo incluyó en el ranking de las 50 personas más influyentes del 2011. La revista Forbes nombró a Cohen como el administrador de fondos de cobertura con mayores ingresos en febrero de 2015. Igualmente estimó la fortuna de Cohen en U$ 13 mil millones de dólares en 2016, lo que la ubica en el puesto 30 entre las personas más ricas de los Estados Unidos. Para marzo de 2018, se estima que su patrimonio neto es de U$ catorce mil millones de dólares. 

## Biografía
Cohen creció en una familia judía en Great Neck, Nueva York, donde su padre era modista en el distrito de prendas de vestir de Manhattan, y su madre era una profesora de piano a tiempo parcial. Tiene otros 7 hermanos y hermanas, de los cuales es el tercero mayor. Cuando era estudiante de secundaria le gustaba el póquer, a menudo apostando su propio dinero en torneos. Cohen le da crédito al juego por haberle enseñado "cómo asumir riesgos". Mientras estaba en la escuela, un amigo lo ayudó a abrir una cuenta de corretaje con $ 1,000 de su dinero de matrícula. En la universidad era hermano de la fraternidad Zeta Beta Tau, Capítulo Theta. Cohen recibió un título en economía de la Escuela de negocios Wharton en la Universidad de Pensilvania en 1978. 
Después de Wharton, Cohen consiguió un empleo en Wall Street como comerciante júnior en el departamento de arbitraje de opciones en Gruntal & Co. en 1978, donde finalmente logró una cartera de $ 75 millones y seis operadores. Su primer día en el trabajo en Gruntal & Co., obtuvo una ganancia de $ 8,000. Eventualmente, continuaría para hacer que la compañía rondara los $ 100,000 por día. Cohen dirigía su propio grupo comercial en Gruntal en 1984, y continuó dirigiéndolo hasta que comenzó su propia compañía: S.A.C. Capital Advisors.
Cohen creó S.A.C. Capital Advisors en 1992, con U$ 10 millones de dólares de su propio dinero y otros U$ 10 millones de capital externo. A partir de 2009, la firma gestionó U$ 14 mil millones de dólares en capital. Originalmente conocido como un comerciante de fuego rápido que nunca tuvo posiciones comerciales durante largos períodos de tiempo, Cohen ahora posee un número creciente de acciones durante períodos de tiempo más largos. 
En 2008, fue incluido en el Salón de la Fama del Gestor de Coberturas de Institutional Investors Alpha junto con David Swensen, Louis Bacon , Seth Klarman, Kenneth C. Griffin, Paul Tudor Jones, George Soros, Michael Steinhardt, Jack Nash, James Simons, Alfred Jones, Leon Levy, Julian Roberston y Bruce Kovner. 
El 20 de noviembre de 2012, Cohen fue implicado en un escándalo de abuso de información privilegiada que involucró a Mathew Martoma; un exgerente de S.A.C. La Comisión de Bolsa y Valores presentó cargos contra varios empleados de S.A.C. de 2010 a 2013, con varios resultados. Martoma fue declarado culpable en 2014, en lo que los fiscales federales consideraron la conspiración más rentable de información privilegiada de la historia. Más tarde, la Comisión de Bolsa y Valores presentó una demanda civil contra Cohen, alegando que no supervisó a Martoma y Michael Steinberg, que era un empleado principal y confidente de Cohen. El caso civil de Cohen se resolvió en enero de 2016; el acuerdo prohibió a Cohen administrar dinero ajeno hasta 2018 y la disolución de S.A.C. Capital Advisors. El propio fondo de cobertura se declaró culpable de cargos criminales similares en un acuerdo de noviembre de $ 1,8 mil millones que le exigía que dejara de manejar las inversiones para terceros. Cohen "escapó de la acusación penal a pesar de ser el corazón vivo de S.A.C. Capital", pero el Dr. Sidney Gilman, el testigo principal de la acusación contra Martoma, declaró que los agentes del FBI le dijeron que Cohen era el objetivo principal de la investigación. 
Según se informó, su compensación de 2005 fue de $ 1 billón, considerablemente más alta que su compensación de 2004 ($ 450 millones), de 2001 ($ 428 millones), y de 2003 ($ 350 millones). 
En diciembre de 2013, el ático de Cohen en Nueva York en la torre Bloomberg se puso a la venta por $ 98 millones.
En la década de 2000, SAC Capital poseía entre el 4,7% y el 5,9% de las acciones de la casa de subastas de Sotheby's . 
Las presentaciones de la SEC en 2009 mostraron que SAC había vendido todas sus acciones de Sotheby's.
Cohen se ha casado dos veces. 
En 1979, se casó con Patricia Finke, una nativa de Nueva York de origen obrero que creció en el barrio de Washington Heights, Manhattan, en la ciudad de Nueva York. 
Tuvieron dos hijos juntos. 
Se divorciaron en 1990. 
En 1992, se casó con Alexandra García, una madre soltera trabajadora de ascendencia puertorriqueña que también creció en Washington Heights. 
Tienen cuatro hijos juntos. 
Viven en Greenwich, Connecticut, con sus siete hijos (sus cuatro hijos junto con el hijo anterior de Alexandra y sus dos hijos con su primera esposa, Patricia).
En 1998, la familia Cohen compró una casa de 35,000 pies cuadrados (3,300 m²) en 14 acres (57,000 m²) en Greenwich. 
Cohen es miembro del consejo de administración de la Fundación Robin Hood, con sede en Nueva York . 
En diciembre de 2009, Cohen y su hermano Donald T. Cohen fueron demandados por la exesposa de Steven, Patricia Cohen, por cargos de extorsión y abuso de información privilegiada. 
El 30 de marzo de 2011, la Corte de Distrito de Estados Unidos en el Bajo Manhattan desestimó el caso, pero el 3 de abril de 2013, el segundo Tribunal de Circuito de Apelaciones en Nueva York dijo que un tribunal inferior había cometido un error al desestimar las reclamaciones basadas en el fraude. Su ex cónyuge y revivió la demanda.
El 24 de mayo se informó que Cohen estaría vendiendo su finca en East Hampton; misma que había adquirido un año atrás por un valor de U$ 62,5 millones de dólares.

## Filantropía
Cohen y su esposa Alexandra han donado a proyectos relacionados con la salud, la educación, las artes y la cultura, y la comunidad de Nueva York. 
En 2014, la Fundación Cohen proporcionó fondos, a través del Centro Langone de la Universidad de Nueva York, para el estudio del estrés postraumático y la lesión cerebral traumática.
Cohen ha comprometido $ 30 millones para la investigación para acelerar el desarrollo de pruebas de biomarcadores y terapias basadas en medicamentos para las condiciones.
La Fundación Steven y Alexandra Cohen otorgó una subvención de más de $ 100,000 al Bruce Museum of Arts and Science en 2014, para apoyar la educación artística y la programación familiar. 
En abril de 2016, Cohen comprometió $ 275 millones para establecer centros de salud mental para veteranos y sus familias en todo el país. Los dos primeros abrieron en Texas en los meses siguientes; los centros en Los Ángeles y Filadelfia estaban programados para abrir a finales de 2016, y un total de 25 están previstos para 2020.
En 2015, Cohen y su esposa donaron $ 2 millones a un Super PAC para apoyar la candidatura presidencial de Chris Christie.

## Colección de arte
Cohen comenzó a coleccionar arte en 2000, y desde entonces se ha convertido en un destacado coleccionista, que aparece en la lista "Top 10" de la revista Art News de coleccionistas de arte con mayores gastos cada año desde 2002, y "Top Billionaire Art Collectors" de la revista Forbes lista en 2005. 
Comenzó a gastar una proporción sustancial de sus activos en arte a principios de la década de 2000. 
Una estimación de 2015 valoró su colección de arte en alrededor de $ 1 mil millones. 
También en 2015, se dice que compró la escultura más cara del mundo, El hombre que señala de Alberto Giacometti.
Según los informes, Cohen está construyendo un museo privado para algunas de sus obras de arte en su propiedad de Greenwich. 
Es propietario o ha tenido obras de arte de Lucio Fontana, Alberto Giacometti, Willem de Kooning, Jeff Koons, Edvard Munch, Pablo Picasso y Andy Warhol.
Los gustos de Cohen al coleccionar cambiaron rápidamente de los pintores impresionistas al arte contemporáneo. 
Mientras que él ha coleccionado obras de importantes artistas emergentes como Adam Pendleton, es más famoso por coleccionar arte de "trofeos".
Obras de autor de artistas famosos, incluida una pintura por goteo de Jackson Pollock de David Geffen por $ 52 millones de dólares y La imposibilidad física de la muerte en la mente de algo vivo de Damien Hirst, una pieza que el artista había comprado de vuelta de Charles Saatchi por $ 8 millones.
Ha comprado algunas obras de arte inusuales.
En 2006, Cohen observó que la reparación de sus obras de arte suspendidas de tiburones (Imposibilidad física de Hirst), un costo estimado de un mínimo de $ 100,000, era un gasto "intrascendente". 
Dado que el tiburón original tenía más de 10 años, había comenzado a pudrirse fue reemplazado con otro tiburón en 2006. 
Cohen también ha colocado Marc Quinn's Auto, una escultura cabeza hecha de sangre congelada, en el vestíbulo SAC.
En 2006, Cohen intentó realizar la compra de arte más cara de la historia cuando ofreció comprar El sueño de Picasso al magnate del casino Steve Wynn por $ 139 millones. 
Justo unos días antes de que la pintura fuera transportada a Cohen, Wynn, quien sufre de mala visión debido a la Retinosis pigmentaria, accidentalmente empujó su codo a través de la pintura mientras la mostraba a un grupo de conocidos dentro de su oficina en Las Vegas. 
La compra se canceló y Wynn mantuvo la pintura hasta principios de noviembre de 2012, cuando Cohen finalmente la adquirió por $ 150 millones.